# Zhongwei
Zhongwei (中卫 ; pinyin : Zhōngwèi) est une ville de la région autonome du Ningxia en Chine.

## Démographie
La population de la préfecture était estimée à 1 140 000 habitants en 2004.

## Subdivisions administratives
La ville-préfecture de Zhongwei exerce sa juridiction sur trois subdivisions - un district et deux xian :
- le district de Shapotou - 沙坡头区 Shāpōtóu Qū ;
- le xian de Zhongning - 中宁县 Zhōngníng Xiàn ;
- le xian de Haiyuan - 海原县 Hǎiyuán Xiàn.

## Transports
La ville est desservie par l'Aéroport de Zhongwei Shapotou.